# Masia Quatre Cases
La Masia Quatre Cases és una obra de Rupit i Pruit (Osona) inclosa a l'Inventari del Patrimoni Arquitectònic de Catalunya.

## Descripció
Masia de planta rectangular coberta a dues vessants i amb el carener paral·lel a la façana, orientada a llevant. Consta de planta baixa i dos pisos. Presenta un portal rectangular amb llinda de pedra. Al primer pis, a l'extrem dret, hi ha unes galeries amb quatre arcades sostingudes per pilars de maó i les baranes de fusta. Està envoltada de corrals. És construïda amb pedra sense polir unida amb calç. Alguns sectors presenten afegitons de maó, sobretot en els marcs de les obertures.
La cabana és de planta rectangular i té coberta a dues vessants, amb el carener perpendicular a la façana la qual es troba orientada a migdia. Presenta, en aquest indret, una gran arcada semi-tapiada que fa de portal, a la part dreta hi ha un portal rectangular tapiat del tot. Al mur de llevant s'hi adossen uns graons de pedra que condueixen a un portal rectangular que es troba al primer pis.
És construïda en pedra sense polir però amb els escaires i obertures de pedra picada. L'estat de conservació és força bo i s'hi endevinen diverses etapes constructives.

## Història
Antic mas registrat al fogatge de Sant Andreu de Pruit de 1553. Aleshores habitava el mas un tal Feliu Quatre Cases.